# Новоуральський міський округ
Новоура́льський міський округ (рос. Новоуральский городской округ) — адміністративна одиниця Свердловської області Російської Федерації.
Адміністративний центр — місто Новоуральськ.

## Населення
Населення міського округу становить 83783 особи (2018; 88308 у 2010, 98609 у 2002).

## Склад
До складу міського округу входять 6 населених пунктів:
| Населений пункт     | Населення, осіб (2002) | Населення, осіб (2010) |
| ------------------- | ---------------------- | ---------------------- |
| Єлані, присілок     | 60                     | 38                     |
| Мурзинка, селище    | 144                    | 236                    |
| Новоуральськ, місто | 95414                  | 85522                  |
| Пальники, присілок  | 293                    | 249                    |
| Починок, присілок   | 1302                   | 1067                   |
| Тарасково, село     | 1396                   | 1196                   |